# 斯塔比什河谷国家公园
斯塔比什河谷国家公园（挪威語：Stabbursdalen nasjonalpark）是位於挪威北部的一個國家公園。斯塔比什河谷国家公园內有世界最北端的松樹林。斯塔比什河谷国家公园內的地形也十分多樣。